# Ferrovia urbana di Zugo
La ferrovia urbana di Zugo (in tedesco Stadtbahn Zug) è un servizio ferroviario vicinale che serve la città svizzera di Zugo e i comuni limitrofi.

## Storia
Il servizio venne attivato il 12 dicembre 2004, è composto da 2 linee ed è una delle due parti del sistema ferroviario celere della Svizzera centrale; l'altra parte è rappresentata dalla rete celere di Lucerna.
Utilizza le linee esistenti delle Ferrovie Federali Svizzere, ma sono state create ulteriori fermate appositamente per il servizio urbano.

## Rete
Le linee attualmente sono due: 
- Baar - Zugo - Cham - Rotkreuz - (Lucerna)
- Baar Lindenpark - Zugo - Walchwil - (Arth-Goldau - Erstfeld).